# Gaius Furius Pacilus Fusus
Gaius Furius Pacilus Fusus war gemäß der legendären antiken Überlieferung römischer Konsul im Jahre 441 v. Chr. zusammen mit Marcus Papirius Crassus.
Pacilus Fusus wird in der Überlieferung von Titus Livius mit dem Cognomen Pacilus erwähnt. Das Pränomen bei Diodor ist verderbt, das Pränomen Gaius ist bei Livius an mehreren Stellen überliefert.
Im Jahre 435 bildete Pacilus Fusus zusammen mit Marcus Geganius Macerinus angeblich das erste Zensorenkollegium überhaupt.
Im Jahre 426 war Pacilus Fusus Konsulartribun in einem vierköpfigen Kollegium. Livius und Diodor überliefern für dieses Jahr kein Cognomen. Über Pacilus Fusus wird unter diesem Jahr nichts Nennenswertes berichtet, die militärischen Auseinandersetzungen in diesem Jahr gegen Veji und Fidenae wurden vom Diktator Mamercus Aemilius geleitet.